# Volksgeist
Volksgeist [ˈfɔlksˌɡaɪ̯st] — німецький термін (від Volk — народ і Geist — дух), який використовується в українській мові й перекладається як «національний дух» або «геній нації».

## Визначення
Поняття Volksgeist, тобто національного генія, з'явилося у 1774 році в книзі Гердера «Інша філософія історії». Радикалізуючи тезу Монтеск'є в «Дусі законів», Гердер стверджує, що всі народи землі мають унікальний і незамінний спосіб буття.
Оригінальна ідея Гердера є універсальною і не є прерогативою німецького народу.
Лише в 19 столітті ця концепція була перероблена в сучасній Німеччині перед федерацією нації. Вона була розроблена низкою німецьких націоналістичних інтелектуалів, зокрема юристом Фрідріхом Карлом фон Савіньї та філософом Йоганном Готлібом Фіхте. Вони стверджують, що в німецькому народі несвідомо живе природний, народний інстинкт: Volksgeist. Люди або мають його в собі, або не мають; його не можна вибрати.
Автори цієї біокультурної концепції (культурний факт випливає з біологічного) не згодні з тим, як набувається народний дух:
- одні вважають, що він передається через кров;
- інші — через використання німецької мови ;
- треті — через місце народження чи проживання;

У своїй 8-й промові до німецького народу Фіхте написав:
|                                                               | Для германських предків свобода полягала в тому, щоб залишатися німцями, (...) Саме їм, їхній мові та їхньому способу мислення ми, найпряміші спадкоємці їхньої землі, завдячуємо тим, що досі залишаємося німцями (...).(...) Саме їм ми завдячуємо всім нашим національним минулим і, якщо ми ще не закінчили, доки в наших жилах тече остання крапля їхньої крові, саме їм ми завдячуємо всім, ким ми будемо в майбутньому. |
| — Фіхте, Звернення до німецької нації, 8-а промова, 1807-1808 | |